# Train Robbers
Train Robbers è un videogioco d'azione Western di genere misto, pubblicato nel 1987 per Commodore 64 dalla Firebird nella linea Silver Range a basso costo. Il giocatore controlla il bandito Cactus Pete e deve derubare treni in corsa.

## Modalità di gioco
L'assalto a ciascun treno si svolge in tre fasi principali. Completato il furto si passa a un nuovo livello e un nuovo treno dove si ripetono le stesse fasi. Gli errori causano la perdita di una vita, spesso con animazioni comiche, e la ripresa dell'assalto dall'inizio.
Inizialmente Cactus Pete è a cavallo e galoppa lungo i binari, con scorrimento orizzontale verso destra. Può cambiare velocità di galoppo e spostarsi di poco in verticale per evitare i cactus. Poco dopo sopraggiunge il treno e Pete si deve aggrappare a una scaletta posta sul primo vagone. Il cavallo ha energia limitata e bisogna completare l'operazione prima che si sfinisca.
Si sale quindi sul tetto del treno, dove bisogna raggiungere l'ultimo vagone che contiene la tesoreria, camminando e saltando da un vagone all'altro. Ogni tanto il treno attraversa una galleria e Pete si deve sdraiare per non sbatterci contro, e rimanere sdraiato per tutto l'attraversamento, durante il quale lo schermo diventa nero e si vedono solo i suoi occhi. Nei livelli successivi si aggiungono altri pericoli mentre si è sul tetto: pali lungo i binari con sbarre da saltare, uccelli da schivare abbassandosi, e indiani a cavallo che lanciano frecce da lontano.
Da una botola si entra nel vagone tesoreria, dove la schermata diventa fissa e isometrica. Pete deve passare in mezzo a un piccolo labirinto di casse ed evitare due cani da guardia. L'obiettivo è raccogliere due chiavi, aprire la cassaforte e tornare alla botola col bottino. Si ripercorre quindi il tetto del treno in senso inverso fino a tornare al cavallo.
Un'ultima fase, non descritta nel manuale, è un inseguimento a cavallo. Sempre in uno scenario desertico a scorrimento, ma senza binari e cactus, Pete deve galoppare per un certo tempo, senza farsi colpire dagli uomini a cavallo che arrivano uno alla volta alle sue spalle e sparano con la pistola. Pete può a sua volta sparare all'indietro, con munizioni limitate, ma eliminare i nemici non è strettamente necessario. Sul terreno si incontrano bonus e ricariche di munizioni da raccogliere.
È disponibile una modalità a due giocatori, ma si gioca indipendentemente uno alla volta.

## Colonna sonora
Il tema musicale è presente nelle schermate introduttive, mentre durante il gioco ci sono solo effetti sonori. Si tratta del brano Train Game composto da Rob Hubbard e già apparso qualche anno prima in una sua raccolta musicale demo, anche nota come Final Synth Sample II.